# Streptocarpus
Streptocarpus é um género botânico pertencente à família Gesneriaceae.

## Espécies
Este gênero apresenta 211 espécies:
- Streptocarpus achimeniflora
- Streptocarpus albiflorus
- Streptocarpus andohahelensis
- Streptocarpus angovensis
- Streptocarpus arcuatus
- Streptocarpus armitagei
- Streptocarpus atroviolaceus
- Streptocarpus balsaminoides
- Streptocarpus bambuseti
- Streptocarpus baudertii
- Streptocarpus beampingaratrensis
- Streptocarpus benguellensis
- Streptocarpus bequaerti
- Streptocarpus betsiliensis
- Streptocarpus biflorus
- Streptocarpus bindseili
- Streptocarpus boinensis
- Streptocarpus bojeri
- Streptocarpus bolusi
- Streptocarpus bolusii
- Streptocarpus brachynema
- Streptocarpus breviflos
- Streptocarpus brevistamineus
- Streptocarpus buchanani
- Streptocarpus bullatus
- Streptocarpus burmanicus
- Streptocarpus burttianus
- Streptocarpus burundianus
- Streptocarpus campanulatus
- Streptocarpus candidus
- Streptocarpus capuronii
- Streptocarpus caeruleus
- Streptocarpus caulescens
- Streptocarpus chariensis
- Streptocarpus chinensis
- Streptocarpus clarkeanus
- Streptocarpus cooksoni
- Streptocarpus compressus
- Streptocarpus comptonii
- Streptocarpus confusus
- Streptocarpus cooperi
- Streptocarpus cordifolius
- Streptocarpus coursii
- Streptocarpus curvipes
- Streptocarpus cyanandrus
- Streptocarpus cyaneus
- Streptocarpus daviesii
- Streptocarpus davyi
- Streptocarpus decipiens
- Streptocarpus denticulatus
- Streptocarpus dolichanthus
- Streptocarpus dunnii
- Streptocarpus elongatus
- Streptocarpus erubescens
- Streptocarpus euanthus
- Streptocarpus exsertus
- Streptocarpus eylesii
- Streptocarpus fanninii
- Streptocarpus fanniniae
- Streptocarpus fasciatus
- Streptocarpus fenestra
- Streptocarpus floribunda
- Streptocarpus floribundus
- Streptocarpus formosus
- Streptocarpus galpini
- Streptocarpus galpinii
- Streptocarpus gardenii
- Streptocarpus glabrifolius
- Streptocarpus glandulosissimus
- Streptocarpus gonjaensis
- Streptocarpus goetzei
- Streptocarpus gracilis
- Streptocarpus grandis
- Streptocarpus haygarthii
- Streptocarpus hildebrandtii
- Streptocarpus hilsenbergii
- Streptocarpus hirsutissimus
- Streptocarpus hirticapsa
- Streptocarpus hirtinervis
- Streptocarpus holstii
- Streptocarpus huamboensis
- Streptocarpus hybridus
- Streptocarpus ibityensis
- Streptocarpus inflatus
- Streptocarpus insignis
- Streptocarpus insularis
- Streptocarpus integrifolius
- Streptocarpus itremensis
- Streptocarpus johannis
- Streptocarpus junodii
- Streptocarpus katangensis
- Streptocarpus kentaniensis
- Streptocarpus kerstingii
- Streptocarpus kimbozanus
- Streptocarpus kirkii
- Streptocarpus kungwensis
- Streptocarpus lagosensis
- Streptocarpus latens
- Streptocarpus leandrii
- Streptocarpus ledermannii
- Streptocarpus leptopus
- Streptocarpus levis
- Streptocarpus lilacinus
- Streptocarpus linguatus
- Streptocarpus lokohensis
- Streptocarpus longiflorus
- Streptocarpus lujai
- Streptocarpus lutea
- Streptocarpus macropodus
- Streptocarpus mahoni
- Streptocarpus makabengensis
- Streptocarpus mandrerensis
- Streptocarpus mangindranensis
- Streptocarpus masisicnsis
- Streptocarpus meyeri
- Streptocarpus michelmorci
- Streptocarpus micranthus
- Streptocarpus milanjianus
- Streptocarpus mildbraedii
- Streptocarpus minutiflorus
- Streptocarpus mildbraedii
- Streptocarpus minutiflorus
- Streptocarpus modestus
- Streptocarpus molweniensis
- Streptocarpus monophylla
- Streptocarpus montanus
- Streptocarpus montigena
- Streptocarpus montis
- Streptocarpus muddii
- Streptocarpus muscicola
- Streptocarpus muscosa
- Streptocarpus myoporoides
- Streptocarpus nimbicola
- Streptocarpus nobilis
- Streptocarpus occultus
- Streptocarpus oliganthus
- Streptocarpus orientalis
- Streptocarpus ovata
- Streptocarpus pallidiflora
- Streptocarpus paniculata
- Streptocarpus papangae
- Streptocarpus parensis
- Streptocarpus parviflorus
- Streptocarpus paucispiralis
- Streptocarpus pentherianus
- Streptocarpus perrieri
- Streptocarpus phaeotrichus
- Streptocarpus plantaginea
- Streptocarpus pogonites
- Streptocarpus polackii
- Streptocarpus pole
- Streptocarpus polyanthus
- Streptocarpus polyphyllus
- Streptocarpus porphyrostachys
- Streptocarpus primuliflorus
- Streptocarpus primulifolius
- Streptocarpus primuloides
- Streptocarpus princeps
- Streptocarpus prolixus
- Streptocarpus prostratus
- Streptocarpus pumilus
- Streptocarpus pusillus
- Streptocarpus revivescens
- Streptocarpus rexii
- Streptocarpus reynoldsii
- Streptocarpus rhodesianus
- Streptocarpus rimicola
- Streptocarpus rivularis
- Streptocarpus roseoalbus
- Streptocarpus rungwensis
- Streptocarpus ruwenzoriensis
- Streptocarpus sambiranensis
- Streptocarpus saundersii
- Streptocarpus saxorum
- Streptocarpus scandens
- Streptocarpus schliebenii
- Streptocarpus semijunctus
- Streptocarpus silvaticus
- Streptocarpus smithii
- Streptocarpus solenanthus
- Streptocarpus stellulifer
- Streptocarpus stenosepalus
- Streptocarpus stomandra
- Streptocarpus stomandrus
- Streptocarpus suborbicularis
- Streptocarpus suffruticosus
- Streptocarpus sumatranus
- Streptocarpus tanala
- Streptocarpus tchenzemae
- Streptocarpus thomensis
- Streptocarpus thompsonii
- Streptocarpus thysanotus
- Streptocarpus trabeculatus
- Streptocarpus tsaratananensis
- Streptocarpus tsimietorum
- Streptocarpus tsimihetorum
- Streptocarpus tubiflos
- Streptocarpus umtaliensis
- Streptocarpus vandeleuri
- Streptocarpus variabilis
- Streptocarpus velutinus
- Streptocarpus venosus
- Streptocarpus violascens
- Streptocarpus volkensii
- Streptocarpus wendlandii
- Streptocarpus wilmsii
- Streptocarpus wittei
- Streptocarpus woodii
- Streptocarpus zimmermannii
- Streptocarpus Hybriden

## Nome e referências
Streptocarpus Lindl.